# 스탠리 C. 게일

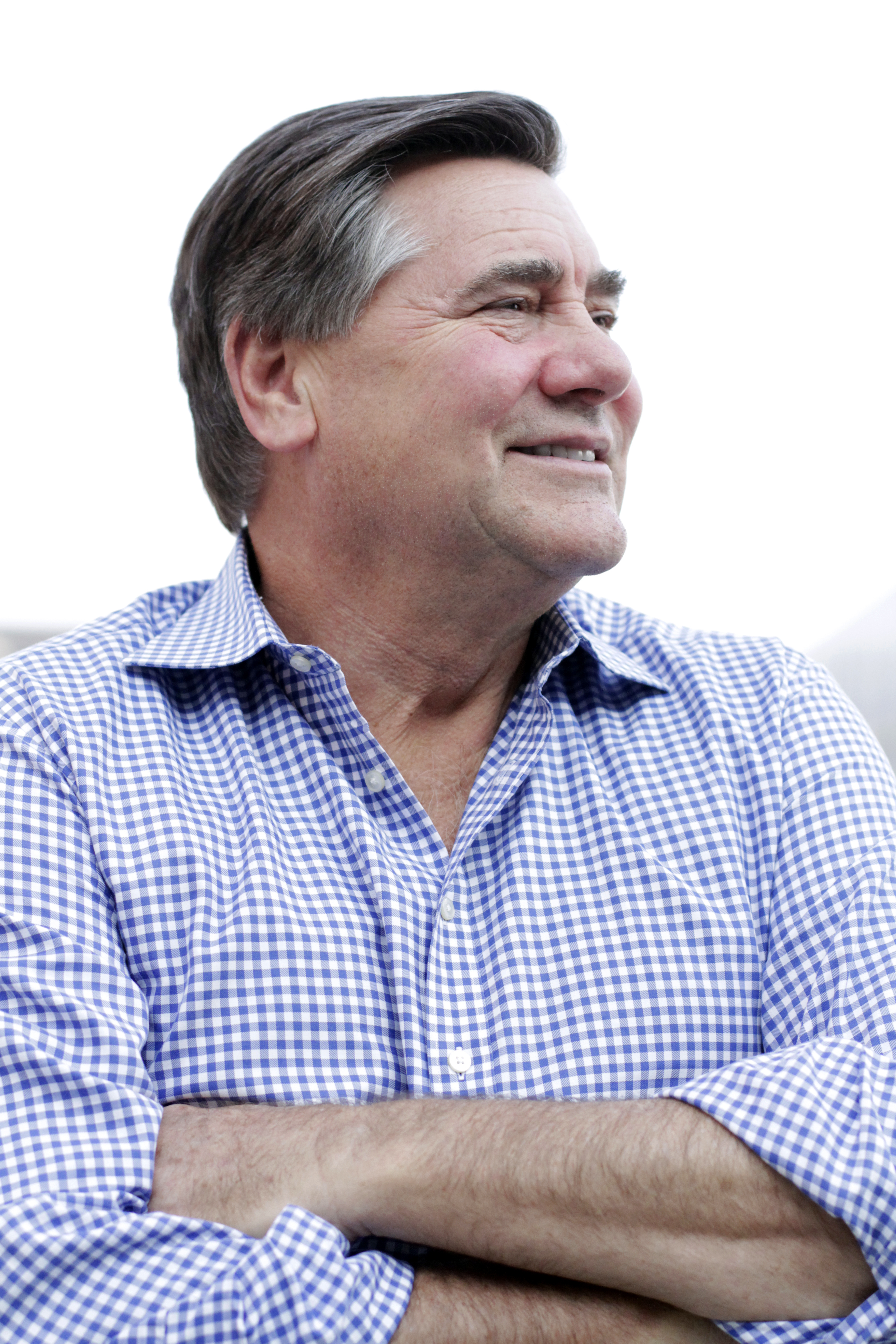
스탠 게일 회장

스탠리 C. 게일(Stanley C. Gale, 스탠 게일, 스탠리 게일, 1950.9.6~)은 미국의 기업인이다. 스탠 게일은 뉴욕에 본사를 두고 있는 게일 인터내셔널의 회장으로, 송도국제도시개발유한회사(NSIC)의 회장 겸 대표이사(CEO)를 맡고 있다. NSIC는 350억달러 규모의 한국 송도 국제업무단지(IBD, International Business District) 프로젝트 개발을 주도하고 있다. 게일 회장은 뉴욕의 다른 유명한 부동산 재벌들과 함께 비즈나우(Bisnow)가 선정한 "뉴욕에서 가장 오래 살아남은 10대 상업용 부동산 재벌"에 선정됐다.

## 활동 경력

### 초기
스탠 게일은 1950년 뉴욕 헌팅턴에서 태어났다. 그의 집안은 1922년 다니엘 게일사(社)를 설립한 할아버지 다니엘 아이작 게일(Daniel Isaac Gale)때부터 대대로 부동산업에 종사해 왔다.
스탠 게일은 1968년 뉴욕주의 콜드스프링하버 고등학교를 졸업했다. 1972년과 1973년 롤린스 대학에서 경제학 학사와 석사 학위를 마친 뒤 1985년 게일 컴퍼니(The Gale Company)를 설립해 상업용 부동산 개발과 투자에 주력해 왔다.

게일 컴퍼니는 JP모건과 MSREF(모건스탠리 부동산펀드)와 함께 10억달러 이상의 상업용 부동산을 개발했다. 2000년엔 보스턴에 있는 3억5천만달러 규모의 다목적 주상복합건물 원링컨스트릿(One Lincoln Street)을 개발했는데, 이 건물은 1년 뒤 7억 달러에 매각됐다. 당시 보스턴 상업용 부동산 거래 역사상 최고액이었다.
20년 동안, 게일 컴퍼니는 6천만 제곱피트가 넘는 규모의 부동산 개발을 주도하며 미국에서 가장 큰 상업용 부동산 개발회사 중 하나가 됐다.
2006년에 스탠 게일은 게일 인터내셔널(Gale International)을 세우고 세계적으로 비전을 확장하기 위한 행보를 시작했다. 이를 위해 보유하고 있던 5억 달러 이상 규모의 부동산 포트폴리오 및 관련된 지원업무들을 미국의 주요 부동산 투자신탁회사인 상장기업 맥칼리 부동산(Mack-Cali Realty Corporation)에 매각했다. 주목할 만한 프로젝트로는 뉴욕시의 플랫아이언 지구(Flatiron District)에 있는 21W20 주거용 콘도, 그린힐에 있는 캠퍼스, 코네티컷 시내의 I-91번 회랑에 위치한 104만 에이커의 30만 제곱피트 규모의 클래스A 오피스 콤플렉스, 5.77km2 200억 달러 규모의 한국 송도국제업무단지 개발사업 등이 있다.
2002년 한국 정부의 요청에 따라 게일은 포스코건설과 70.1 대 29.9 지분구조의 협력관계를 맺고 송도국제도시개발유한회사(NSIC)를 설립했다.

### 송도 개발 사업
NSIC는 송도의 1, 3공구 및 2, 4공구 일부에 해당하는 송도국제업무단지 개발을 담당하고 있다. 송도 전체 면적은 여의도의 약 18배인 전체 53.3km2이며, 송도국제업무단지는 여의도 2배 면적인 약 5.77km2이다. 약 200억 달러(24조 원)가 투입돼 진행 중이다.
2004년부터 주요 시설 착공에 들어가 2009~2010년에 걸쳐 센트럴파크와 컨벤시아, 쉐라톤 호텔, 채드윅 국제학교, 잭 니클라우스 골프클럽 코리아 등을 완성했다. 잭 니클라우스 골프클럽 코리아는 2015년 10월 6일 ~ 11일 2015 프레지던츠컵이 아시아에서 처음 열린 곳이다. 2012년 녹색기후기금(GCF) 한국유치위원을 맡아 송도국제도시에 사무국을 유치하는데 공로를 인정받아 2012년 11월 '인천광역시 명예시민증'을, 2013년 대통령 표창을 받았다.

## 경력
- 1974-1977     Daniel Gale Agency 매니저
- 1978-1985     Grubb & Ellis Commercial Brokerage Group 근무
- 1985     Sammis Company 북동 지역 사장
- 1991     The Gale Company 대표
- 1994     뉴저지주 파크애비뉴 재단 사외이사
- 2002     송도국제도시개발유한회사 대표
- 2004     코리아 소사이어티 사외이사
- 2006     미한재계회의(UKBC) 운영위원회
- 2012     녹색기후기금(GCF) 한국유치위원
- 2015     프레지던트컵 조직위원단

## 수상
- 1992       올해의 개발자, NAIOP(National Association of Industrial and Office Parks)
- 1993       올해의 기업가, Inc. Magazine
- 1994       블루칩 엔터프라이즈 어워드, 미국상공회의소 & Nation's Business
- 1996       뉴저지의 100대 기업가, Business News
- 1997       비즈니스 및 커뮤니티 서비스상 수상, 롤린스 대학교
- 1999       올해의 모건스탠리 부동산 펀드 기업인
- 2005       올해의 휴머니스트, UJA New York Chapter
- 2011       올해의 뉴스메이커상, Engineering New Records
- 2012       인천광역시 명예시민상
- 2013       대한민국 대통령상, GCF유치 공로
- 2016       Huntington Hospital 100주년 기념 공로상